# Paris FC (női csapat)
A Paris FC női labdarúgócsapatát 1971-ben alapították. 2017-től a Paris FC női szakosztályaként működik, a francia élvonalban szerepel.

## Klubtörténet
A klub megalapítása 1971-re vezethető vissza, amikor Roger Micalaudis l'Étoile Sportive de Juvisy-sur-Orge néven hozta létre a női csapatot. Első pár évében regionális bajnokságokban szerepeltek és 1976-ban mutatkozhattak be az élvonalban. Két szezont követően búcsúzni kényszerültek, de 1979-ben már újra az elit ligában vehettek részt, ahol néhány éven belül erős középcsapattá váltak.
1985-ben FCF Juvisy névre keresztelték át és hat bajnoki címével, valamint nyolc ezüstérmével Franciaország egyik meghatározó női együttesévé lépett elő.
2017-ben a klub egyesült a Paris FC csapatával, melynek női szakosztályaként működik tovább.

## Sikerlista
- Francia bajnok (6): 1991–92, 1993–94, 1995–96, 1996–97, 2002–03, 2005–06

- Francia kupagyőztes (1): 2005

## Játékoskeret
2023. augusztus 23-tól
| #  |     | Poszt | Név                                         |
| -- | --- | ----- | ------------------------------------------- |
| 16 | NGA | K     | Chiamaka Nnadozie                           |
| 30 | FRA | K     | Alizée Flagellat                            |
|    | FRA | K     | Inès Marques                                |
| 2  | FRA | V     | Celine Ould Hocine                          |
| 3  | FRA | V     | Lou Bogaert                                 |
| 19 | FRA | V     | Théa Gréboval                               |
| 23 | FRA | V     | Teninsoun Sissoko                           |
| 27 | FRA | V     | Julie Soyer                                 |
|    | RUS | V     | Alszu Abgyullina (kölcsönben a Chelsea-től) |
| 4  | SRB | KP    | Kaja Korošec                                |
| 5  | AUS | KP    | Sarah Hunter                                |

| #  |     | Poszt | Név               |
| -- | --- | ----- | ----------------- |
| 8  | FRA | KP    | Daphne Corboz     |
| 15 | FRA | KP    | Margaux Le Mouël  |
|    | FRA | KP    | Léna Borges       |
|    | FRA | KP    | Julie Dufour      |
| 17 | FRA | CS    | Gaëtane Thiney    |
| 9  | FRA | CS    | Mathilde Bourdieu |
| 11 | FRA | CS    | Clara Matéo       |
| 18 | FRA | CS    | Melween N’Dongala |
| 20 | FRA | CS    | Louna Ribadeira   |
| 28 | FRA | CS    | Louise Fleury     |
|    | FRA | CS    | Kessya Bussy      |

## Korábbi híres játékosok
| - Karima Benameur - Charlotte Bilbault - Adja Binaté - Sarah Bouhaddi - Sandrine Brétigny - Élise Bussaglia - Annaïg Butel - Gwenaëlle Butel - Sandrine Capy - Estelle Cascarino - Camille Catala - Amélie Coquet - Kadidiatou Diani - Sandrine Dusang - Charlotte Fernandes - Cindy Ferreira - Airine Fontaine | - Annie Fortems - Nelly Guilbert - Brigitte Henriques - Hélène Hillion-Guillemin - Inès Jaurena - Oriane Jean-Francois - Julie Machart-Rabanne - Tess Laplacette - Virginie Mendes - Stéphanie Mugneret-Béghé - Chloé Neller - Camille Pecharman - Marinette Pichon - Peggy Provost - Aline Riera - Thiniba Samoura - Ouleymata Sarr | - Claire Savin - Sandrine Soubeyrand - Coumba Sow - Annaëlle Tchakounté - Laëtitia Tonazzi - Aïssatou Tounkara - Émilie Trimoreau - Sophie Vaysse - Kaleigh Riehl - Janice Cayman - Natascha Honegger - Linda Sällström - Ótaki Ami - Evelyne Viens - Eseosa Aigbogun |

## A klub vezetőedzői
- Claude Deville Cavellin (1989–1993)
- Éric Duprat (1993–1997)
- Claude Deville Cavellin (1997–1999)
- Pascal Gressani (2002–2006)
- Éric Duprat (2006–2009)
- Sandrine Mathivet (2009–2013)
- Pascal Gouzènes (2013–2015)
- Emmanuel Beauchet (2015–2017)
- Pascal Gouzènes (2017–2018)
- Sandrine Soubeyrand (2018–)